# Son Torrelleta
Son Torrelleta és una possessió de Santa Maria del Camí situada entre el camí de Ca na Cili, s'Arboçar, el camí del Rafal dels Polls i establits procedents de S'Arboçar i sa Cavalleria. En temps antic va ser Son Boadella. La possessió actual neix d'un establit de Son Torrella, efectuat als darrers anys del segle xix. Poc després es varen aixecar les cases, possiblement de nova planta. La data de 1896 situada a la façana principal així ho demostra. Durant el segle XX es varen fer diferents modificacions i ampliacions. La propietat s'ha dedicat el darrers decennis a l'ametlerar i garroverar. En l'actualitat la casa està dividida en diferents propietats i la possessió molt segregada. Dins la possessió hi ha la bassa de regulació de l'aigua procedent de la síquia de Coanegra.